# ボルゴ・サン・シーロ
ボルゴ・サン・シーロ（伊: Borgo San Siro）は、イタリア共和国ロンバルディア州パヴィーア県にある、人口約900人の基礎自治体（コムーネ）。

## 地理

### 位置・広がり

#### 隣接コムーネ
隣接するコムーネは以下の通り。
- ベレグアルド
- ガンボロ
- ガルラスコ
- トロメッロ
- ヴィジェーヴァノ
- ゼルボロ

### 気候分類・地震分類
気候分類では、zona E, 2619 GGに分類される。
また、イタリアの地震リスク階級 (it) では、zona 3 (sismicità bassa) に分類される
。

## 行政

### 分離集落
ボルゴ・サン・シーロには、以下の分離集落（フラツィオーネ）がある。
- Casa Torricella, Cascina Beccaria, Cascina Durazzina, Cascina Magnona, Cascina Vallazza, Casòn Polo, Molini, Torrazza